# Il Sant’Alessio
Il Sant’Alessio (deutsch: Der heilige Alexius; Schreibweise in der Partitur: Il S. Alessio) ist eine Oper (Originalbezeichnung: „Dramma musicale“) in einem Prolog und drei Akten von Stefano Landi (Musik) mit einem Libretto von Giulio Rospigliosi, dem späteren Papst Clemens IX. Die Erstfassung entstand 1631. Sie wurde vermutlich im Februar 1632 im Teatro Barberini in Rom uraufgeführt, die Zweitfassung ebenda in der Karnevalsaison 1634 anlässlich eines Besuchs des polnischen Prinzen Karl Alexander.

## Handlung
Alessio (Alexius von Edessa) verlässt nach seiner Hochzeit heimlich seine Familie, um auf Pilgerreise zu gehen. Nach einem Aufenthalt beim Heiligtum in Edessa verschlägt ihn ein Sturm zurück in die Heimat, wo er sich seiner Familie jedoch nicht zu erkennen gibt. Sein Vater Eufemiano hält ihn für einen Bettler und gestattet ihm, unter der Treppe seines Palasts zu wohnen. Dort lebt Alessio unerkannt mehrere Jahre. Ein Dämon aus der Hölle begibt sich auf die Erde, um seinem tugendhaften Leben ein Ende zu bereiten und ihn auf den weltlichen Weg zurückzuführen. Er überredet Alessios Braut, zur Suche nach ihrem Mann eine gefahrvolle Reise zu unternehmen. Auch seine Mutter will sich der Fahrt anschließen. Alessio gelingt es jedoch, ihnen das Vorhaben auszureden, ohne ihnen seine wahre Identität zu offenbaren. Alessio bleibt auch standhaft, als sich der Dämon als Eremit verkleidet direkt an ihn wendet. Wenig später verkündet ihm ein Engel seinen bevorstehenden Tod, den er freudig annimmt. Nachdem eine Stimme in der Kirche auf ein besonderes Ereignis im Haus Eufemianos hingewiesen hat, begeben sich Papst und Kaiser dorthin und finden unter der Treppe den toten Bettler. Sein Abschiedsbrief weist diesen als den langvermissten Alessio aus. Engel trösten die trauernde Familie damit, dass Alessio unter Jubel in den Himmel aufgenommen wurde. Die Stadt Rom kann sich über einen neuen Heiligen freuen. Ihm wird der ehemalige Tempel des Herkules gewidmet.
Die folgende Inhaltsangabe basiert auf dem Libretto der Zweitfassung von 1634. Die kursiv gekennzeichneten Textteile sind weitgehend wortgetreue Übersetzungen der originalen Szenenanweisungen.

### Prolog

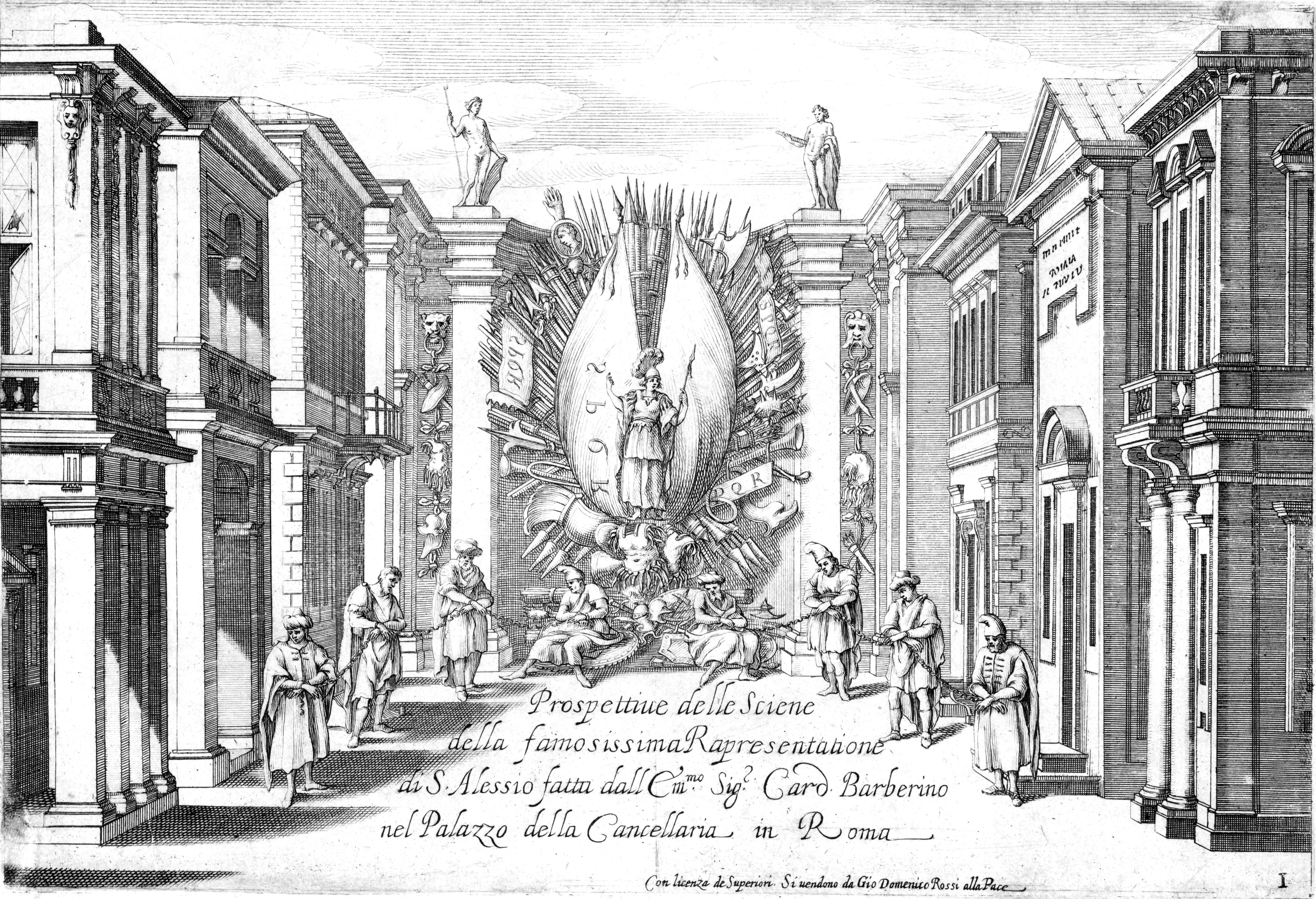
Prolog: Roma und Sklaven

Roma befindet sich umgeben von vielen Sklaven auf einem Siegesdenkmal. Nachdem sie die Lobesreden für den Durchlauchtigsten Prinzen Alexander Karl von Polen und den allgemeinen Jubel über die Ankunft seiner Hoheit angehört hat, kündigt sie an, die Lebensgeschichte des Heiligen Alexius vorzustellen, der bei ihren Bürgern nicht nur wegen des Ruhms seiner Heiligkeit, sondern auch wegen seiner Waffenkunst hoch geschätzt wurde. Um zu zeigen, dass ihr ihr Status als Königin der Herzen wichtiger ist als alles andere, befiehlt sie, die genannten Sklaven von ihren Ketten zu befreien.
Nach dem Aufgang des Vorhangs sieht man Roma in einem Theater auf einem Thron aus Waffen und verschiedenen Wappen und zu ihren Füßen einen Chor von Sklaven.
Während Roma von ihrem Thron herabsteigt, besingen die Sklaven das Glück, dass ihnen nach der Ankunft Alexanders bevorsteht. Anschließend stellt sich Roma dem Publikum vor und erzählt von der Kriegstüchtigkeit ihrer Einwohner und der Tugend des Alexius, der seinen Reichtum verschmähte, um unerkannt von seinen Verwandten in Armut zu leben („Roma son io, ch’il soglio“). Die Sklaven preisen sie als Königin ihrer Herzen.

### Erster Akt
Vor dem Palast des römischen Senators Eufemiano
Szene 1. Eufemiano begrüßt den römischen Ritter Adrasto nach dessen Rückkehr aus dem Krieg. Adrasto bedauert, dass sein Freund, Eufemianos Sohn Alessio, nicht anwesend ist, der seine Familie vor mehreren Jahren verlassen hat und seitdem vermisst wird. Da er damit eine nicht verheilte Wunde Eufemianos aufreißt, versichert er ihm, dass er schon vor einiger Zeit dessen Diener beauftragt habe, nach Alessio zu forschen. Er habe auch von einem aus Palästina zurückgekehrten Pilger gehört, bei dem es sich möglicherweise um Alessio handelte. Als sich die Diener diesem jedoch nähern wollten, war er bereits weitergereist. Eufemiano erinnert sich an Alessios heimliche Abreise in der Nacht nach seiner Hochzeit, die ihm noch immer unerklärlich ist.
Szene 2. Alessio denkt über die Eitelkeit der Menschen und die Vergänglichkeit der weltlichen Dinge nach. Um sich von den Ketten der Welt befreien, wendet er sich im Gebet an Gott (Arietta für eine Stimme: „Se l’ore volano“).
Szene 3. Martio und Curtio, zwei Pagen Eufemianos, verhöhnen Alessio (Arietta für zwei Stimmen: „Poca voglia di far bene“). Sie halten ihn für einen fremden Bettler, der im Palast ihres Herrn Unterschlupf gefunden hat. Alessio hört die beiden demütig an, bis sie ihn vertreiben.
In der Hölle

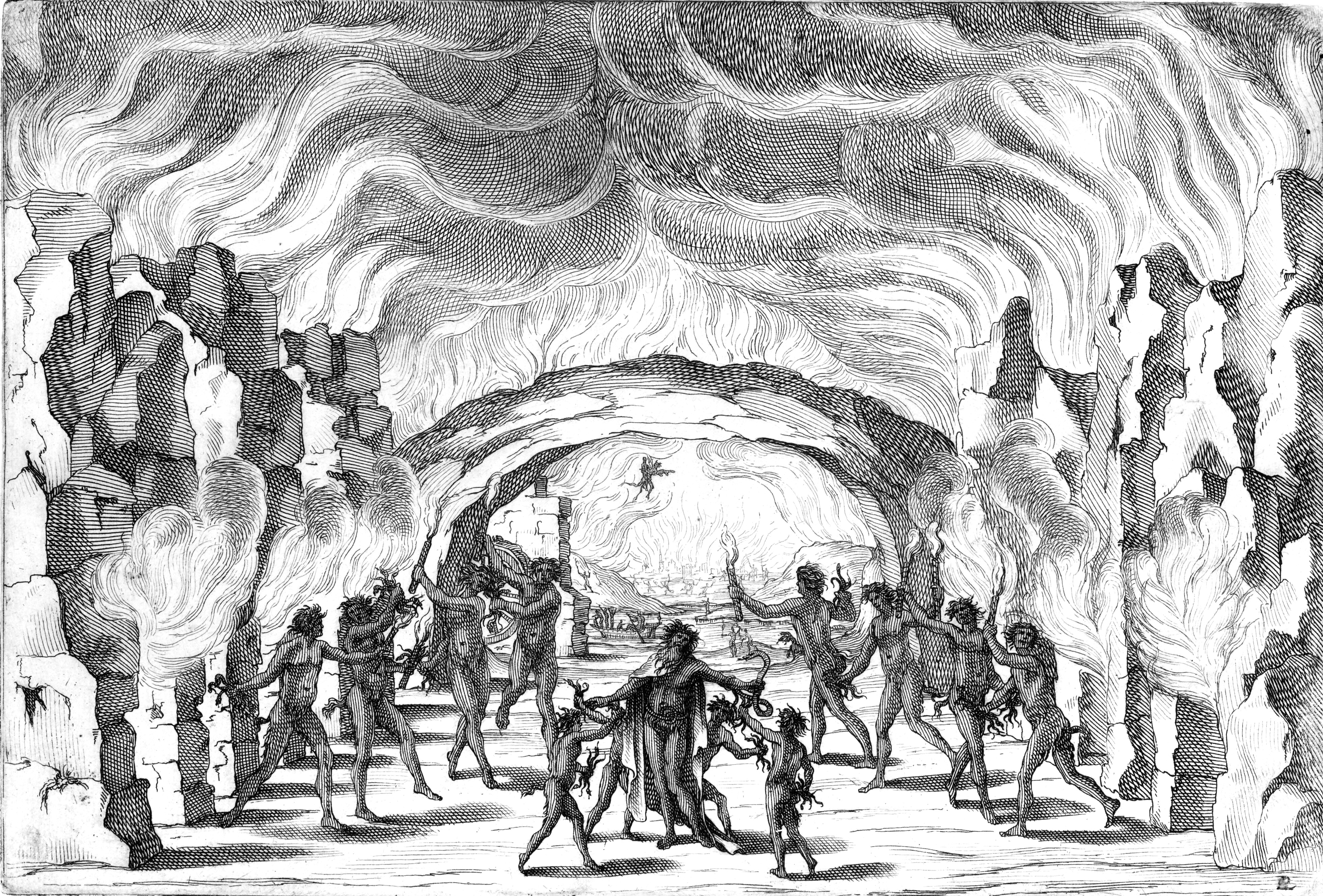
I.4: Die Hölle

Szene 4. Während im Hintergrund die Leiden der Verdammten zu sehen sind, beschließen singende und tanzende Dämonen, Alessios Tugend zu hintertreiben, um ihn um seinen Ruhm zu bringen (Aria: „Si disserrino l’atre porte“). Ein einzelner Dämon macht sich auf den Weg zur Erde, um Alessios Standhaftigkeit auf betrügerische Weise auf die Probe zu stellen. Die Dämonen rufen zu den Waffen (Moresca und Chor der Dämonen: „Sdegno orribile alla luce“).
Rom

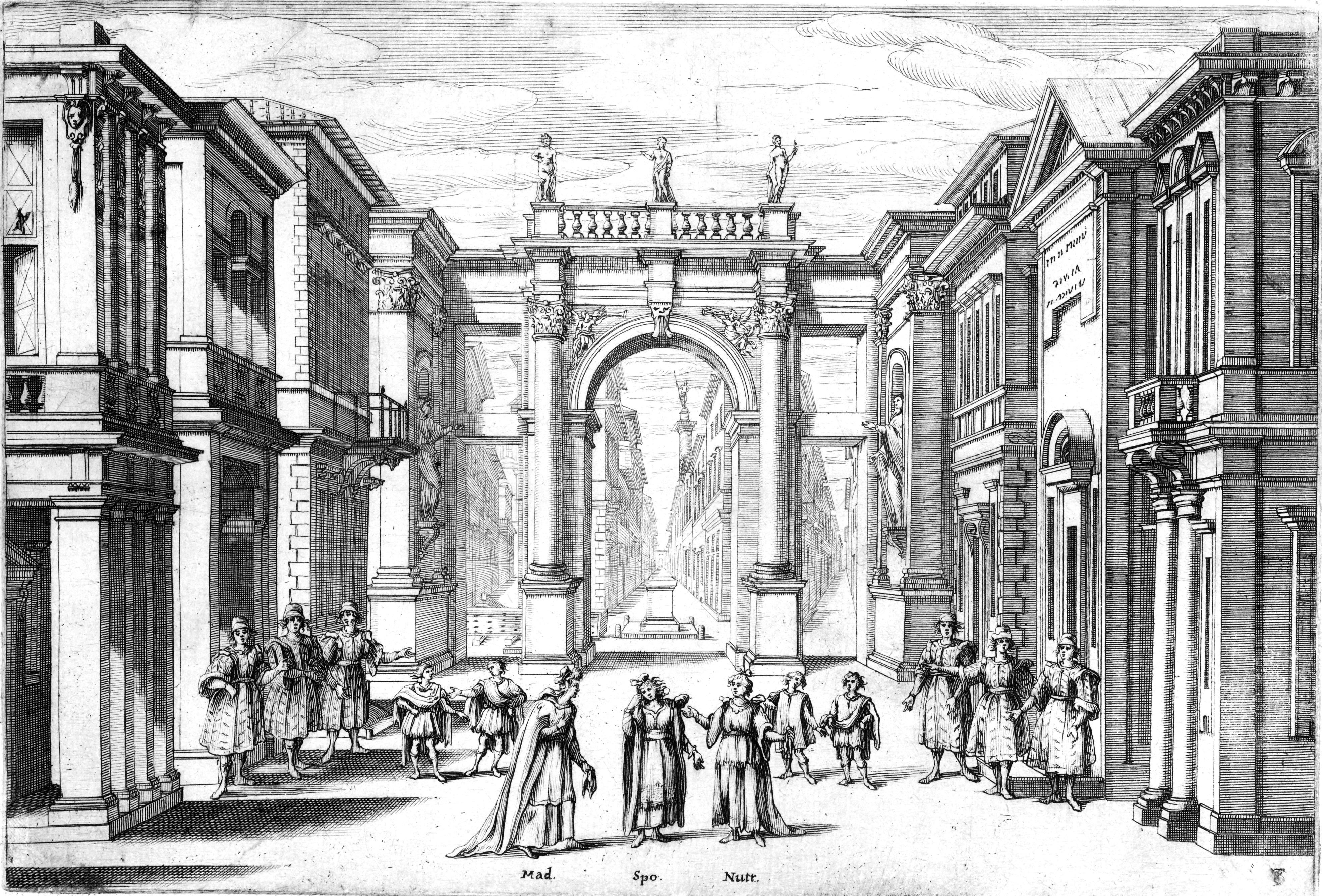
I.5: Alessios Mutter, Braut und Amme

Szene 5. Alessios Mutter, seine Braut, seine Amme und die beiden Pagen beweinen seine Abwesenheit. Die Amme versucht vergeblich, die anderen zu trösten. Auf ihren Rat bitten alle Jesus darum, Alessio zu unterstützen, wo immer er auch sein möge (Chor der Hausbediensteten: „Dovunque stassi“).
Ein Wald

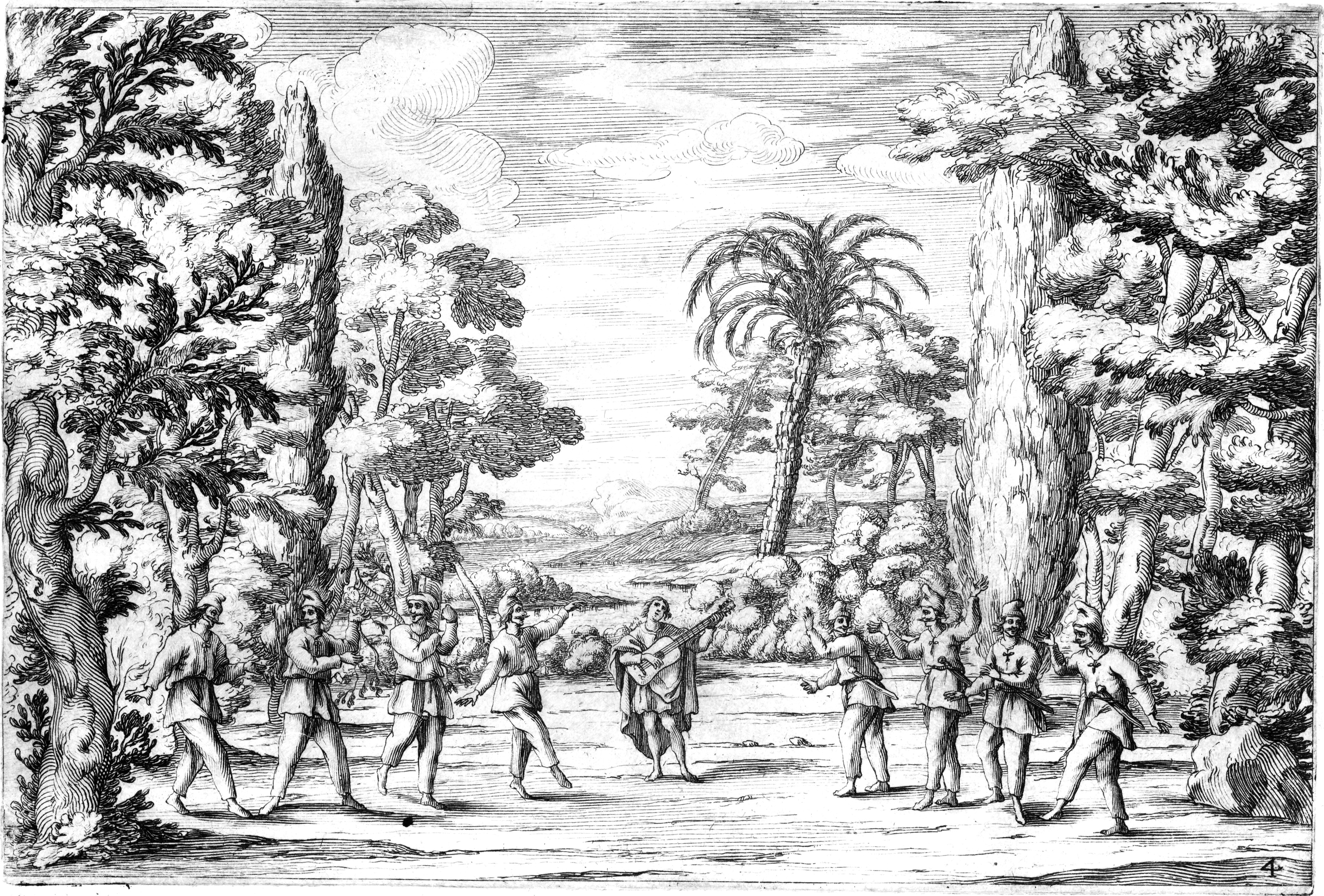
I.[6]: Das Ballett im Wald

Szene [6] ergänzt zur Einleitung eines Balletts. Curtio ist zur Entspannung in das Landhaus seines Herrn gezogen. Er plant einige Unternehmungen, um den Pilger zu verspotten, und lädt die Bauern der Gegend zum Tanz ein. Martio erkennt, dass alles dafür bereit ist, dass er am nächsten Tag mit dem Pilger kommen kann (Ballo: „Già veggo, il tutto è lesto“).

### Zweiter Akt
Szene 1. Eufemiano vergleicht sein eigenes Unglück mit der Freude von Adrastos Eltern, die diese bei Adrastos Heimkehr empfinden (Sinfonia: „O te felice, o genitor d’Adrasto“).
Szene 2. Der Dämon enthüllt, dass er Alessios Frau dazu überredet hat, zur Suche nach ihrem Mann die Stadt zu verlassen. Er glaubt, dass sich Alessio ihr nun offenbaren werde, um sie von der gefährlichen Reise abzuhalten.
Szene 3. Die Braut hat ein Pilgergewand angezogen und ist bereit zur Abreise. Die Amme beobachtet sie unerkannt und berichtet der Mutter davon, damit diese ihr die Fahrt ausredet.
Szene 4. Da die Mutter die Reise der Braut nicht verhindern kann, will sie sich ihr anschließen. Der als Bettler verkleidete Alessio hört das Gespräch mit an. Nach einem kurzen Gebet um himmlische Hilfe mischt er sich ein und erzählt, dass er aus eigener Erfahrung von der Unsinnigkeit einer solchen Reise wisse. Je länger sie ihn suchen, desto weiter werde sich der Gesuchte von ihnen entfernen. Zudem gebe es auf dem Weg Berge und tausenderlei Gefahren. Während die Mutter alle diese Argumente ignorieren will, erinnern seine Worte die Braut an Alessio selbst. Sie beschließt daher, auf ihn zu hören, auf die Reise zu verzichten und bis zu ihrem Tod als verschmähte Gattin zu leben. In ihrem Schmerz über diesen Gedanken fällt sie in Ohnmacht.
Szene 5. Alessio ist zutiefst bewegt über das Leid seiner Familie. Er gerät in einen Gewissenskonflikt und denkt darüber nach, ob er sich ihnen zu erkennen geben soll.

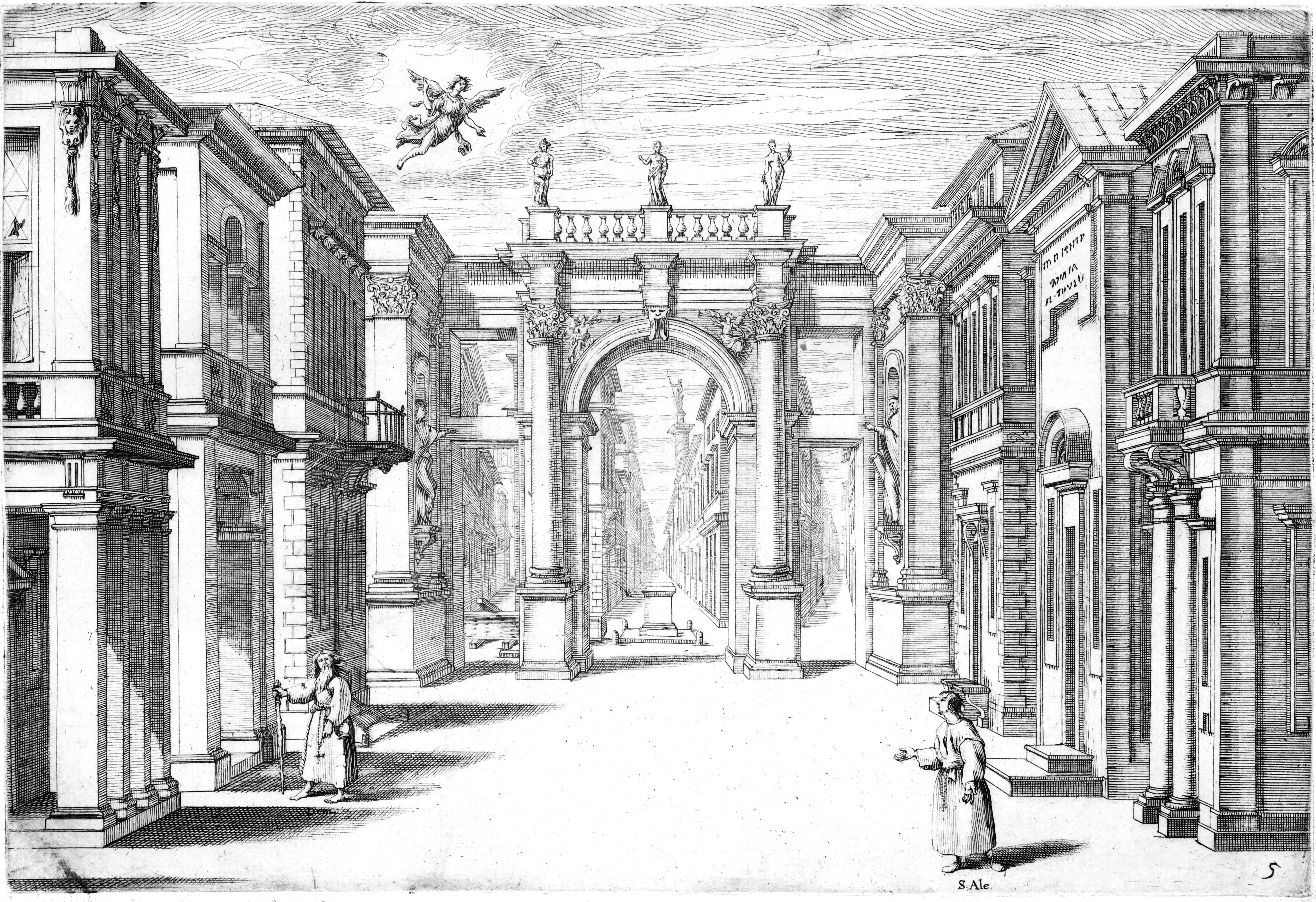
II.6: Der als Eremit verkleidete Dämon, Alessio und der Engel

Szene 6. Der Dämon nähert sich Alessio in der Kleidung eines Eremiten und rät ihm, die Leiden seiner Familie zu beenden und zu ihnen zurückzukehren. Alessio ist verwirrt. Er vermutet, dass es sich um ein Trugbild der Hölle handelt und betet um göttliche Hilfe. Da steigt ein Engel vom Himmel herab. Der Dämon kann dessen Gegenwart nicht ertragen und zieht sich zurück.
Szene 7. Der Engel versichert Alessio, dass der Eremit ein Dämon war. Er solle daher seinen Rat ignorieren. Alessio sei von Gott berufen und auf einem rühmenswerten Weg. Er werde bald sterben und im Himmel großen Lohn erhalten. Alessio erwartet freudig seinen Tod.
Szene 8. Der Dämon will jedoch noch nicht aufgeben. Als Martio, der ihn für einen Eremiten hält, ihn verspotten will, verletzt ihn der Dämon mit seinem Feuer. Darauf versucht Martio, ihn festzunehmen. Der Dämon verwandelt sich in einen Bären.

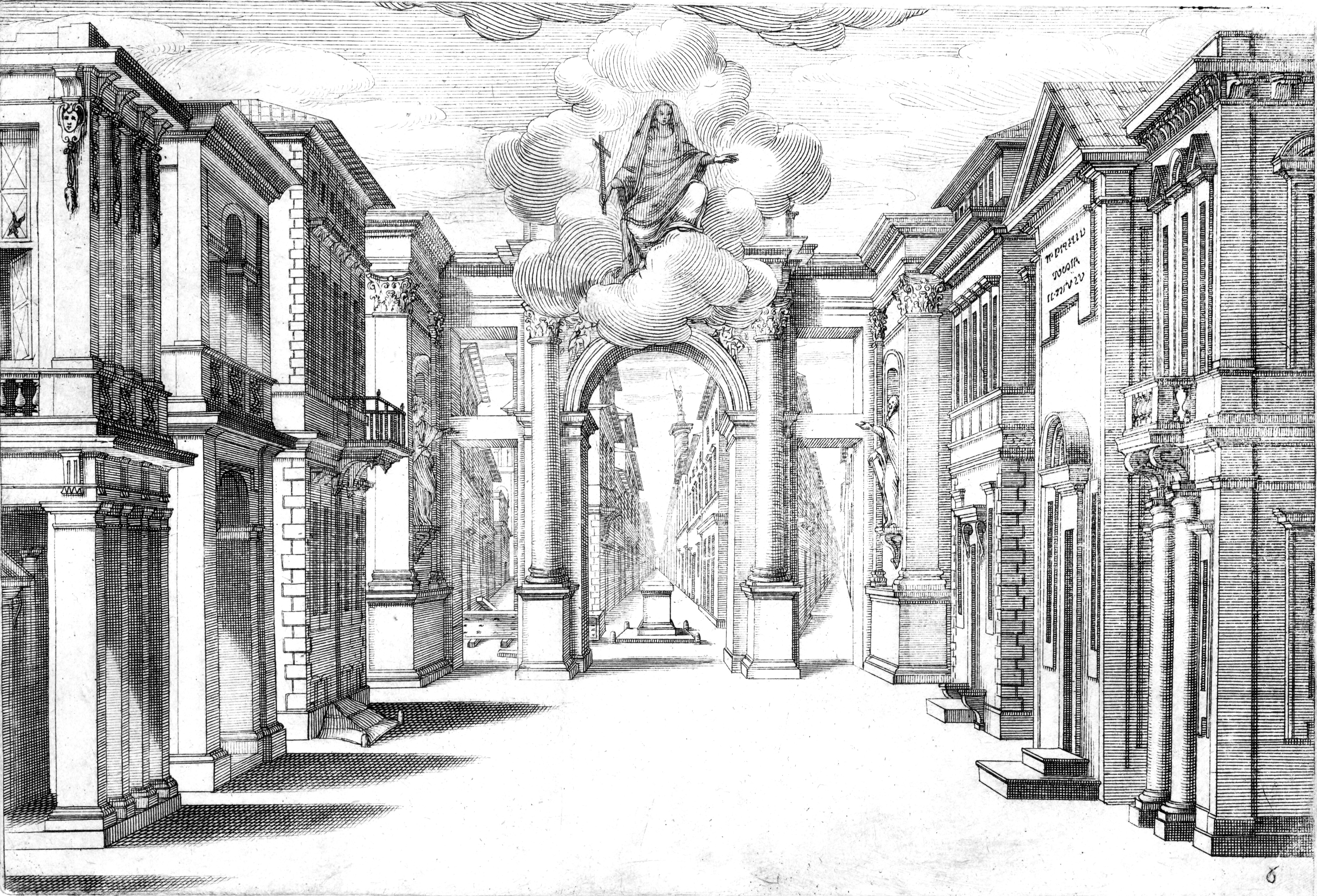
II.9: Religione

Szene 9. Religione erscheint, um Alessio bei seinem gottesfürchtigen Tod beizustehen. Sie fordert die Welt auf, seiner Tugend und ihr selbst zu folgen und nicht auf trügerische Begleiter hereinzufallen. Sie verschwindet in einem von Wolken umhüllten Wagen in die Luft.
Szene 10. Ein Bote teilt Adrasto und Eufemiano mit, dass in der Chiesa Maggiore eine himmlische Stimme erklungen sei, die alle gequälten Seelen zu sich gerufen habe, um ihnen Trost zu spenden. Eufemiano erkennt, dass er sich auf den Himmel verlassen kann. Nach einem Orchester-Ritornell beenden ein hoffnungsfrohes Terzett („Questo Egeo ch’è stabil campo“), ein Chor und ein weiteres Ritornell den zweiten Akt.

### Dritter Akt
Szene 1. Der Dämon hat bei seiner Aufgabe versagt („Mal si resiste a fermo core“). Er stürzt zurück in die Hölle, wo er von einem Flammenmeer verschlungen und von den anderen Dämonen begrüßt wird.
Szene 2. Adrasto bemerkt eine gewisse Unruhe in der Bevölkerung. Ein Bote erzählt ihm, dass im Haus Eufemianos große Trauer herrsche. Eine Stimme aus dem Himmel habe verkündet, dass derjenige aus dem irdischen Kleid zu den Sternen berufen sei, der sich um Gott bemühe. In der Kirche habe man anschließend eine freundliche Stimme gehört: „Eufemianos Dach beherbergt den niedrigen Diener, der Gott gefällt.“ Papst Innozenz und Kaiser Honorius seien daraufhin zu diesem Haus gegangen und hätten dort einen erfrorenen Mann gefunden. In diesem habe man den vermissten Alessio erkannt. Adrasto macht sich auf den Weg zum Palast.
Bogengänge und Garten von Eufemianos Palast

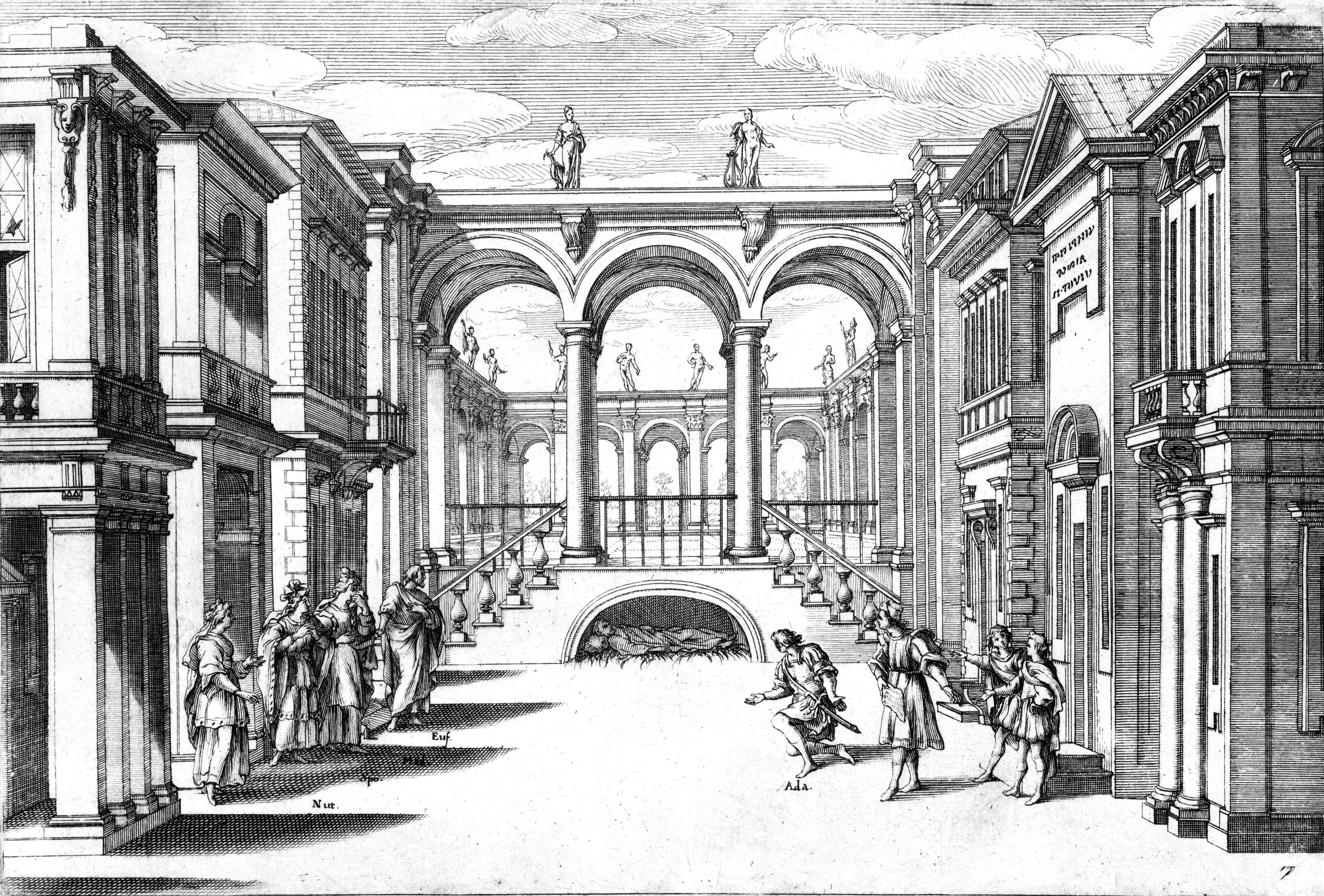
III.3: Amme, Braut, Mutter, Eufemiano; Alessio unter der Treppe; Adrasto und Volk

Szene 3. Eufemiano, die Braut und die Mutter trauern um Alessio, dessen Körper unter der Treppe des Palasts ruht. Martio und Curtio flehen zu Gott um Vergebung für ihre Schuld. Ein Mann aus dem Chor liest einen Brief vor, den Alessio vor seinem Tod geschrieben hat. Darin berichtet er seiner Familie von seinen Erlebnissen nach der Abreise. Nachdem er zum Heiligtum Edessas gepilgert war, habe er weiter reisen wollen, doch widrige Winde haben ihn in die Heimat zurückgebracht. Dort sei er unerkannt als Bettler von seinem Vater aufgenommen worden. Das Leid seiner Familie habe ihn tief berührt. Er hoffe, dass sie nun Frieden finden können.
Szene 4. Eine Gruppe von Engeln versichert den Angehörigen, dass Alessios Seele im Himmel mit Jubel empfangen wurde und nun die Sternenkrone und das goldene Gewand trage. Es gebe daher keinen Grund mehr zur Trauer. Eufemiano, Mutter und Braut sind getröstet.

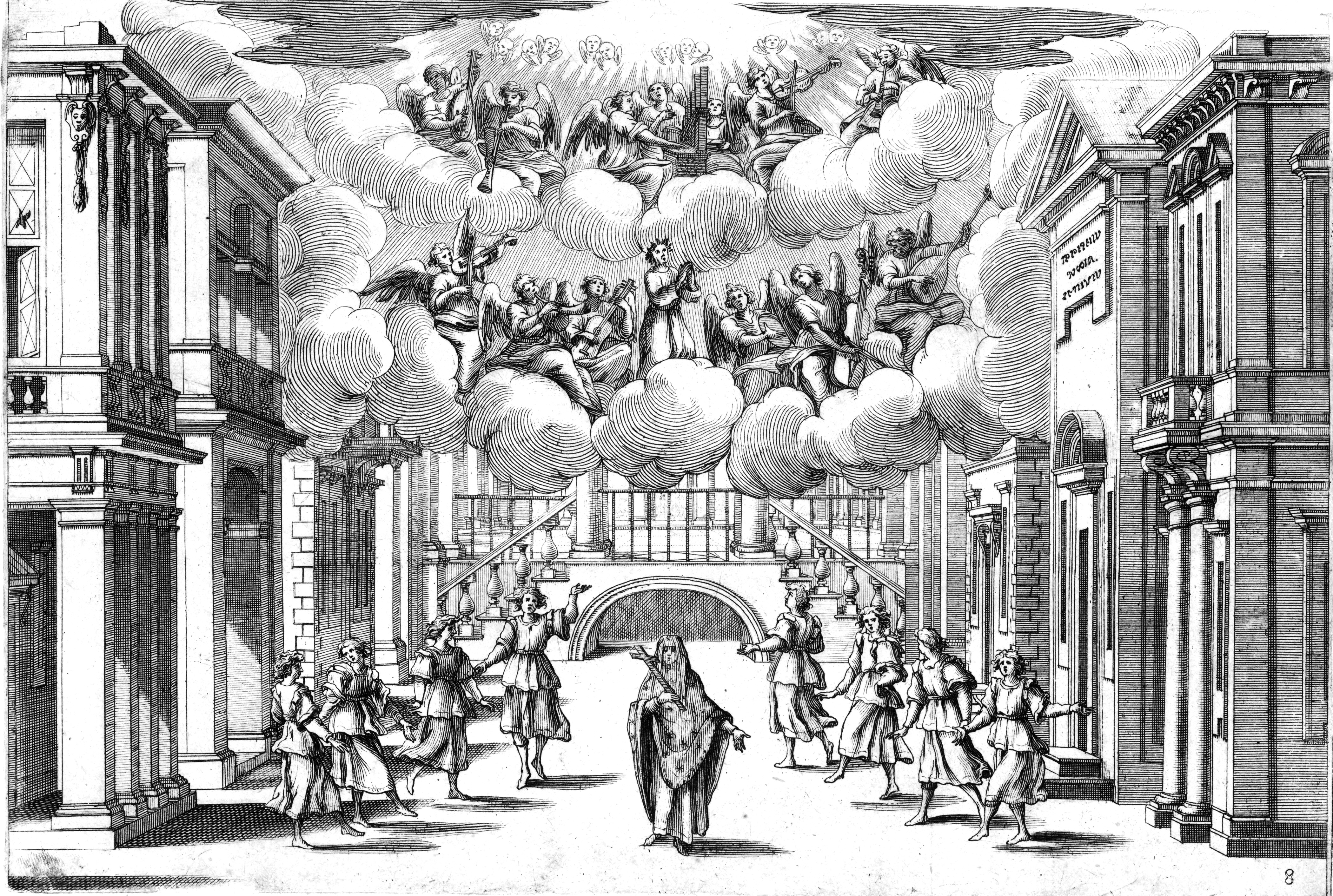
III.5: Religione, die acht Tugenden und der Engelschor

Szene 5. Religione tritt mit dem Chor der acht Tugenden, durch die Alessio seine Heiligkeit erlangte, aus dem Haus. Sie fordert die Anwesenden auf, seinen Körper in den vormaligen Tempel des Herkules zu bringen und dort zu beten, denn Alessio sei mehr als Herkules fähig gewesen, die Hölle zu überwinden. Ein Engelschor beglückwünscht die Stadt Rom für ihren neuen Heiligen.

## Gestaltung
Vor der Entstehung der Gattung des Oratoriums waren Heiligenlegenden beliebte Themen für Opern gewesen. Auch Landis Sant’Alessio zählt zu diesem Genre geistlicher Opern. Silke Leopold wies darauf hin, dass dieses Werk wie schon 1622 Johann Hieronymus Kapsbergers Apotheosis sive consecratio Sanctorum Ignatii et Francisci Xaverii Elemente mehrerer unterschiedlicher Gattungen in sich vereint. Beide Werke verbinden jesuitische Allegorien mit der Tragik der florentinischen und matuanischen Favola per musica und der Komik der zeitgenössischen römischen Opern:99f und der Sacra rappresentazione. Im Alessio entfaltet sich zudem noch ein „Familiendrama von tragischer Größe“.:99f
Das von Emilio de’ Cavalieri in seiner Rappresentatione di Anima, et di Corpo für die Textform und die Verteilung der Gesangsstimmen eingesetzte Kontrastverfahren wendet Landi auch auf inhaltliche Elemente wie Herren/Diener, Engel/Dämonen oder Komik/Tragik an.:101
Die Oper besitzt nur wenige geschlossene Musiknummern. Es gibt lediglich drei liedhafte Arien bzw. Arietten. Abwechslung bieten weiterhin die Duette der Pagen, das Terzett von Alessios Familie im dritten Akt, der Chor der Dämonen in der Hölle und die Schlusschöre aller drei Akte. Das Terzett wird ohne Instrumentalbegleitung gesungen und ist von starker Chromatik geprägt.:27 Diese Ensembles und Chöre zählen zu den musikalisch anspruchsvollsten Teilen der Oper, die ansonsten vorwiegend aus deklamierenden Rezitativen besteht. Der weitgehende Verzicht auf lyrische Elemente erinnert an die antiken Vorgaben, nach denen Lieder in Tragikomödien nur in begrenztem Ausmaß gestattet waren. Entsprechend bezeichnete Nicolas-Claude Fabri de Peiresc diese Oper auch lobend als Beispiel für eine moderne Wiederbelebung des antiken Theaters. Koloraturen sind den allegorischen Figuren Roma und Religione vorbehalten.
Der dramatische Höhepunkt der Oper ist Alessios Monolog in der fünften Szene des zweiten Akts. Dessen Deklamation ist zurückhaltend und basiert vorwiegend auf Tonwiederholungen. Alessios Verwirrung drückt sich in Septimen-Vorhalten, Dur-Moll-Wechseln und phrygischen Kadenzen aus. Den Gipfel seiner Qualen kennzeichnet ein für die Zeit völlig untypischer Aufschrei auf dem dreigestrichenen c’’’.:101
Jeder der drei Akte wird von einer instrumentalen „sinfonia“ eingeleitet. Diese gelten aufgrund ihrer Länge und in sich geschlossenen Struktur als die ersten Ouvertüren der Musikgeschichte. Die des ersten Akts ist zweiteilig. Nach einer langsamen Einleitung, die dreißig Jahre später zum Modell der von Jean-Baptiste Lully perfektionierten Französischen Ouvertüre werden sollte, folgt ein als „canzona“ bezeichneter schnellerer kontrapunktischer Teil. Das Gesamtschema dieses Satzes nimmt die Form der späteren Kirchensonate vorweg. Das Vorspiel zum zweiten Akt ist eine dreiteilige „canzona“ ohne langsame Einleitung, deren Gesamtform mit der Abfolge schnell–langsam–schnell derjenigen der späteren Italienischen Ouvertüre entspricht.
Die Instrumentalbesetzung der Oper besteht aus einem dreistimmigen Streicher-Ensemble und Basso continuo mit Harfe, Laute, Lira da Braccio, Theorbe und Cembali. Anstelle der „altmodischen“ Violen setzt Landi moderne Violinen und Violoncelli ein. Die Stimme der Cembali ist in der Partitur bei vielen der instrumentalen Nummern separat aufgeführt.

### Musiknummern
Die Partitur enthält die folgenden Musiknummern:
- Sinfonia per introduzione del Prologo

Prolog
- Ritornello strumentale – „Roma son io, ch’il soglio“ (Szene 1)

Erster Akt
- Arietta ad una voce: „Se l’ore volano“ (Szene 2)
- Sinfonia
- Arietta a due voci: „Poca voglia di far bene“ (Szene 3)
- Aria: „Si disserrino l’atre porte“ (Szene 4)
- Moresca e Coro di Demoni: „Sdegno orribile alla luce“ (Szene 4)
- Coro di Domestici: „Dovunque stassi“ (Szene 5)
- Ballo – „Già veggo, il tutto è lesto“ (Szene 6)

Zweiter Akt
- Sinfonia – „O te felice, o genitor d’Adrasto“ (Szene 1)
- Ritornello per l’aria di „Questo Egeo“ – „Questo Egeo ch’è stabil campo“ (Szene 10)
- Ritornello strumentale

Dritter Akt
- Sinfonia – „Mal si resiste a fermo core“ (Szene 1)
- Balletto delle Virtù

## Werkgeschichte
Il Sant’Alessio ist die zweite Oper des römischen Komponisten Stefano Landi. Er komponierte sie 1631 für Kardinal Antonio Barberini und/oder dessen Bruder, Kardinal Francesco Barberini, der später noch eine ganze Reihe weiterer Opern in Auftrag gab.
Das Libretto stammt von dem späteren Papst Giulio Rospigliosi. Es steht im Geist der Gegenreformation und gibt die Lebensgeschichte des Heiligen Alexius von Edessa nach den Gesta Romanorum wieder. Damit ist Il Sant’Alessio die erste Oper mit einem historischen Sujet und zugleich die erste über die „innere Entwicklung eines Menschen“. Die wichtigste Ergänzung des Librettisten ist die Figur des persönlich auftretenden Dämons als Widersacher Alessios. Auch die komische Rolle des Pagen Martio ist eine Erfindung Rospigliosis. Der Text deutet die Handlung sowohl moralisch als auch psychologisch. Hugo Goldschmidt pries Landis Musik wegen ihrer „Tiefe der Charakterisierung, […] Schönheit und überzeugende[n] Wahrheit der tonlichen Schilderung menschlichen Leidens“ und hielt sie für bedeutender als „Monteverdis Tonsprache“. Obwohl die Beurteilung heute nicht mehr so überschwänglich ausfällt, ist Landis Bedeutung für die Musikgeschichte unumstritten.
Das genaue Datum der Uraufführung ist in den Quellen unterschiedlich angegeben. Genannt werden der 17., 18., 21. oder 23. Februar 1632. Die Aufführung fand zu Ehren des kaiserlichen Botschafters Hans Ulrich Fürst von Eggenberg statt. Auch der 2. März 1631 ist denkbar. Eine Aufführung zu diesem Zeitpunkt wurde offenbar vorbereitet. Es gibt jedoch keine zeitgenössischen Belege, dass sie tatsächlich stattgefunden hat. Landi scheint die Oper allerdings noch vor der Aufführung von 1632 überarbeitet zu haben.:64/14 Als Aufführungsort kommen der Palazzo Barberini ai Giubbonari und der Palazzo Barberini alle Quattro Fontane in Frage. Wie damals in Rom üblich, wurden sämtliche Partien, darunter auch die der Braut, der Mutter und der Amme, von Männern oder Knaben gesungen. Es wirkten mindestens drei Soprankastraten mit. Die meisten Sänger waren Mitglieder der Päpstlichen Kapelle, und einige von ihnen (F. Bianchi, Angelo Ferrotti, Bartolomeo Nicolini, Marc’Antonio Pasqualini) waren bereits zuvor in anderen Opern aufgetreten. Ferrotti sang mutmaßlich die Partie des S. Alessio,:23 die erste explizit für einen Soprankastraten geschriebene männliche Titelrolle. Der junge Pasqualini spielte seine Braut. Die Allegorie Roma sang der Knabe „Paoluccio“ Cipriani. Die beiden Pagen wurden wahrscheinlich ebenfalls von Knaben dargestellt.:24 Die Rolle des Dämons sang höchstwahrscheinlich Bartolomeo Nicolini. Er wurde von J. J. Bouchard als „basso di cappella [Sistina] stupendissimo“ gerühmt. Die Kostüme waren antiken Statuen und Medaillons nachgebildet. Einem zeitgenössischen Bericht zufolge war die Textverständlichkeit so gut wie bei einem gesprochenen Schauspiel. Die jungen Sänger seien so schön anzusehen gewesen, dass im Saal verstohlene Seufzer zu hören gewesen seien, und die Kardinäle San Giorgio und Aldobrandini hätten sie „mit gespitzten Lippen und häufigem und lautem Zungenschnalzen“ herbeigewunken, „um sie zu küssen“.
Für die Karnevalsaison 1633/34 überarbeitete Landi die Oper, wobei er die Figuren der Religione, der Sklaven Romas und des Pagen Curtio ergänzte. Der gelegentlich zu findende Hinweis, dass mit dieser Aufführung das Teatro Barberini eröffnet wurde, ist nicht haltbar, da dieses Theater nicht vor 1639 erbaut wurde.:64/15 Von dieser Fassung ist eine gedruckte Partitur mit acht Szenenstichen von François Collignon überliefert, die später auch unter dem Titel Prospettivi delle sciene della famosissima rappresentatione di S. Alessio separat veröffentlicht wurden. Das Bühnenbild stammte wahrscheinlich von Pietro da Cortona und Francesco Buonamici.:28 Es wurde oft fälschlicherweise Gian Lorenzo Bernini zugeschrieben.
Weitere zeitgenössische Aufführungen gab es 1645 in Reggio Emilia und 1647 in Bologna. Bei der letzteren Produktion wurden die Schlusschöre der drei Akte weggelassen und die Höllenszene als Finale des zweiten Akts eingesetzt. Anschließend wurde das Werk lange Zeit nicht mehr gespielt.
Erst 1974 gab es in Zürich eine Neuproduktion in einer historisierenden Einrichtung von Bernhard Billeter (Regi: Hannes Müller). Eine weitergehende Bearbeitung schuf Hans Ludwig Hirsch für die Salzburger Festspiele 1977 (Regie: August Everding, Bühnenbild: Jean-Pierre Ponnelle). Alan Curtis erstellte 1981 eine Aufführung unter seiner Leitung im Tiroler Landestheater Innsbruck ebenfalls eine Bearbeitung. Dabei handelte es sich um eine Koproduktion der Oper Rom und des italienischen Kulturinstituts in Innsbruck. Regie führte hier Sandro Sequi. Die Bühnenbilder waren denen von 1634 nachgebildet. Die beiden musikalischen Bearbeitungen von Hirsch und Curtis stießen allerdings auf Kritik. 1988 gab es die US-Premiere beim E. Nakamichi Baroque Festival in der Royce Hall Los Angeles.
1995 wurde das Werk unter der Leitung von William Christie am Théâtre du Châtelet in Paris gespielt. Von dieser Produktion erschien auch eine Studioaufnahme auf CD.:8069 2007/2008 nahm sich Christie das Werk erneut vor. In einer musikalisch und szenisch auf größte historische Werktreue bedachten Produktion von Benjamin Lazar dirigierte er Aufführungen im Théâtre de Caen, im Théâtre des Champs-Élysées Paris, in der Opéra national de Lorraine von Nancy, und im Grand Théâtre Luxemburg. Wie bei der Uraufführung bestand die solistische Gesangsbesetzung ausschließlich aus Männern – neun Countertenören und zwei Bässen. Die Titelrolle sang Philippe Jaroussky, seine Braut Max Emanuel Cenčić und die Mutter Xavier Sabata. Ein Video-Mitschnitt aus Caen wurde auf DVD veröffentlicht.
Im Oktober 2011 führte die Nürnberger Pocket Opera eine Bearbeitung des Werks von Franz Killer unter dem Titel Ho(w)ly Trip in einer Inszenierung von Thomas Herr auf. Unter der Leitung Killers sangen Florian Neubauer (S. Alessio), Katharina Heiligtag (Roma und Curtio), Eva Marie-Pausch (Braut), Gertrud Demmler-Schwab (Mutter), Christopher Kessner (Amme), Johannes Reichert (Martio), Robert Eller (Dämon).

## Aufnahmen
- 1995 – William Christie (Dirigent), Les Arts Florissants.
 Maryseult Wieczorek (Roma und Religione), Nicolas Rivenq (Eufemiano), Christopher Josey (Adrasto), Patricia Petibon (S. Alessio), Sophie Marin-Degor (Braut), Cécile Eloir (Mutter), Katalin Karolyi (Amme), Steve Dugardin (Martio), Mhairi Lawson (Curtio), Stéphanie Révidat (Engel), Clive Bayley (Dämon), Armand Gavrilides (Bote), Bertrand Bontoux (Solo).
 Studioaufnahme.
 Erato CD: 0630 14340 2.[14]:8069
- Oktober 2007 – William Christie (Dirigent), Benjamin Lazar (Regie), Adeline Caron (Bühne), Alain Blanchot (Kostüme), Françoise Denieau (Choreographie), Christophe Naillet (Licht), Les Arts Florissants, La Maîtrise de Caen.
 Terry Wey (Roma und Religione), Alain Buet (Eufemiano), Ryland Angel (Adrasto), Philippe Jaroussky (S. Alessio), Max Emanuel Cenčić (Braut), Xavier Sabata (Mutter), Jean-Paul Bonnevalle (Amme), José Lemos (Martio), Damien Guillon (Curtio), Luigi De Donato (Dämon), Pascal Bertin (Bote), Ludovic Provost (Chorsolist), Benjamin Hiraux und Pierre-Alain Mercier (Engel).
 Video; live aus dem Théâtre de Caen.
 Virgin Classics 5189999-8 (2 DVDs).[16]